# Carte-de-visite

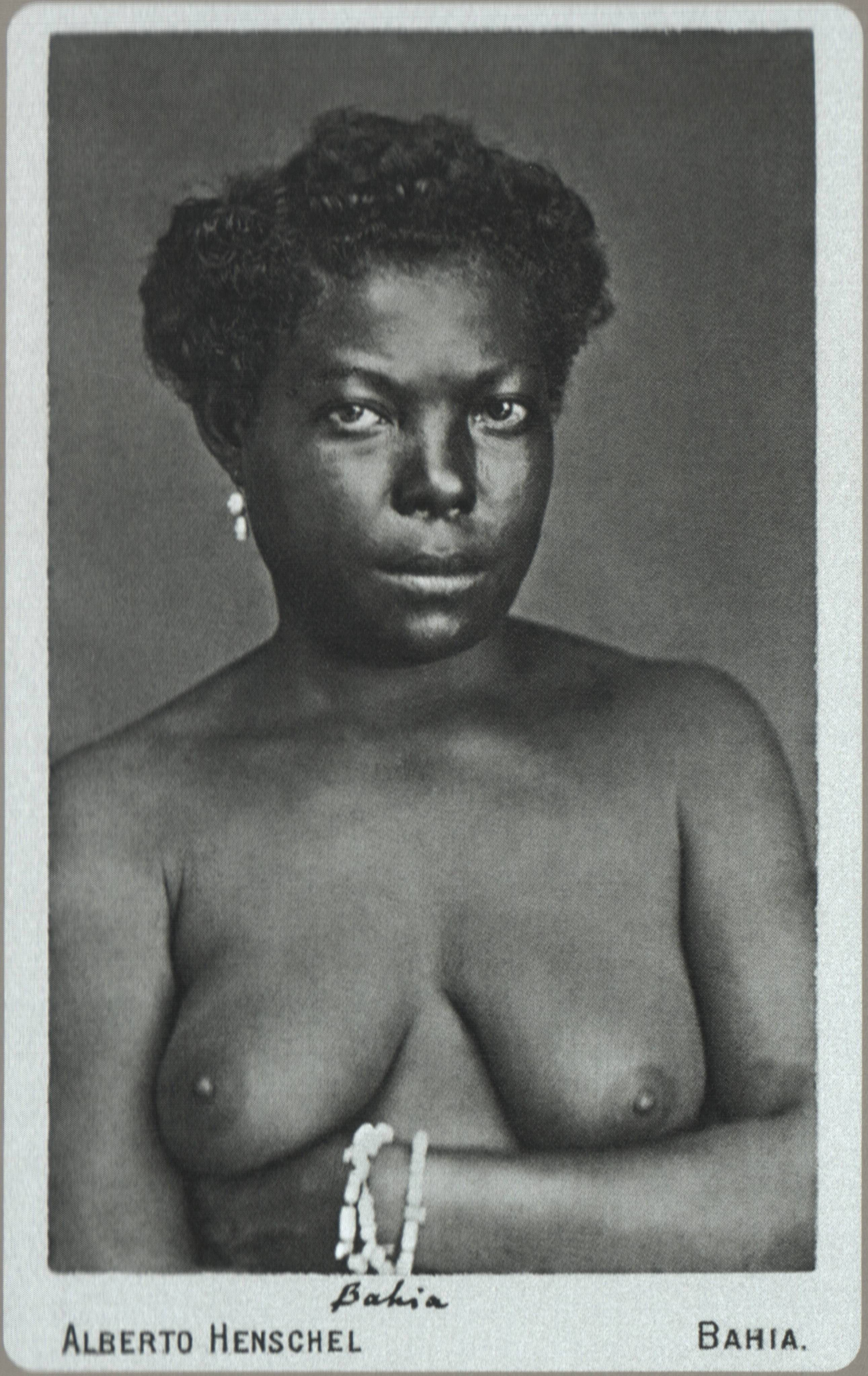
Exemplo de foto no formato carte-de-visite, símbolo de distinção social durante o século XIX, tirada pelo fotógrafo teuto-brasileiro Alberto Henschel, o qual quebrou paradigmas ao retratar negros posando à vontade ou bem vestidos, escravos ou livres.

Carte-de-visite ou carte de visite (em português: cartão de visita) é um antigo formato de apresentação de fotografias, patenteado pelo fotógrafo francês André Adolphe Eugène Disdéri em 1854. De tamanho diminuto (9,5 x 6 cm), a foto, geralmente revelada pela técnica de impressão em albumina, era colada em um cartão de papel rígido um pouco maior (10 x 6,5 cm aproximadamente).
O carte-de-visite tornou-se modismo mundial durante a década de 1860 e popularizou a arte do retrato, conferindo ao fotografado o status de distinção e representação social. Como padrão universal, o carte-de-visite era trocado entre familiares, amigos e colecionadores do mundo todo, já que cabia em uma envelope de carta comum.
Apesar de seu sucesso, o cartão de visita foi aos poucos suplantado pelo formato conhecido como carte cabinet (em português: cartão gabinete), surgido na década de 1870, tecnicamente igual ao antecessor, embora com dimensões maiores.